# محمد لوكال
محمد لوكال (19 يوليو 1950 -)، مصرفي جزائري، شغل منصب وزير المالية في حكومة نور الدين بدوي منذ 31 مارس 2019 وحتى 2 يناير 2020. 
تخرج من الدراسات المصرفية العليا العليا في باريس 1973 - 1975 ثم في إيطاليا 1976 - 1977 ، قضى كامل حياته المهنية في بنك الجزائر الخارجي حيث تولى منصب الرئيس التنفيذي من 2001 إلى 2016 قبل تعيينه رئيس بنك الجزائر .

## سجنه
في أبريل 2019 تم استدعائه من قبل المحكمة بسبب «تبديد الأموال العامة والامتيازات غير الضرورية». في 29 ديسمبر 2022 ، حكمت محكمة سيدي محمد على محمد لوكال بالسجن سبع سنوات وغرامة قدرها مليون دينار ومصادرة أملاكه.

## وظائف
- منذ عام 2019 : وزير المالية
- 2016 - 2019 : محافظ بنك الجزائر
- 2001 - 2016 : الرئيس التنفيذي للبنك الأجنبي الجزائري (BEA)